# Relanges
Relanges – miejscowość i gmina we Francji, w regionie Grand Est, w departamencie Wogezy.
Według danych na rok 1990 gminę zamieszkiwało 248 osób, a gęstość zaludnienia wynosiła 18 osób/km² (wśród 2335 gmin Lotaryngii Relanges plasuje się na 799. miejscu pod względem liczby ludności, natomiast pod względem powierzchni na miejscu 387.).